# 古巴里
51°41′28″N 30°49′35″E / 51.69111°N 30.82639°E
古巴里（烏克蘭語：Губарі），是烏克蘭北部的村莊，隸屬切爾尼希夫州的切爾尼希夫區。該村始建於1756年，面積0.75平方公里，海拔高度162米，2001年人口125，人口密度每平方公里166.7人。